# Катрин Зита-Джоунс
Ка̀трин Зѝта-Джо̀унс (на английски: Catherine Zeta-Jones) е популярна уелска киноактриса. 

## Биография
Родена е на 25 септември 1969 г. в уелския град Суонзи. На единадесет години се снима в лондонска продукция, а на петнадесет години се мести в Лондон и започва да търси актьорска изява. Две години по-късно я приемат в хора за мюзикъла „42nd Street“.
През 1991 г. става известна в обединеното кралство с огромния успех на „Darling Buds of May“, телевизионен сериал, в който играе по-голямата дъщеря във фермерско семейство.
През 2000 г. изиграва съпругата на наркобос в спечелилия Оскар „Трафик“ на Стивън Содърбърг, за която си роля е номинирана за награда Златен глобус за най-добра поддържаща актриса. През март 2003 г. бременната Катрин Зита-Джоунс печели Оскар за участието си в музикалния филм Чикаго. В мюзикъла актрисата изпълнява без дубльорка песните и танците си, а на церемонията по раздаването на кинонаградите пее на живо в дует с рапърката Куийн Латифа.

### Семеен живот
Катрин Зита-Джоунс се омъжва за Майкъл Дъглас на 11 ноември 2000 г. Синът им Дилън Майкъл Дъглас е роден на 8 август 2000 година, а дъщеря им Карис Зита Дъглас е родена на 20 април 2003 година.

## Филмография
| Филми       | Филми                                  | Филми                                                     | Филми                    | Филми |
| Година      | Филм                                   | Оригинално заглавие                                       | Роля                     | Бележки |
| ----------- | -------------------------------------- | --------------------------------------------------------- | ------------------------ | --- |
| 1990        | Хиляда и една нощ                      | Les 1001 nuits (френско-италиански)                       | Шехерезада               | |
| 1992        | Христофор Колумб: Откритието           | Christopher Columbus: The Discovery                       | Беатриз Енрикез Де Арана | |
| 1993        | Наследството                           | Splitting Heirs (британски черно комедиен)                | Кити                     | |
| 1995        | Синият сок                             | Blue Juice (Великобритания, драма)                        | Клои                     | |
| 1996        | Фантомът                               | The Phantom (САЩ, приключенско-фантастичен)               | Сала                     | |
| 1998        | Маската на Зоро                        | The Mask of Zorro                                         | Елена                    | |
| 1999        | Клопка                                 | Entrapment                                                | Вирджиния Бейкър         | - номинация – Златна малинка за най-лоша екранна двойка (с Шон Конъри).                                                                                           |
| 1999        | Свърталище на духове                   | The Haunting (САЩ, филм на ужасите)                       | Теодора „Тео“            | - номинация – Златна малинка за най-лоша актриса. - номинация – Златна малинка за най-лоша екранна двойка (с Лили Тейлър).                                        |
| 2000        | Момичета от класа                      | High Fidelity                                             | Чарли Никълсън           | |
| 2000        | Трафик                                 | Traffic                                                   | Хелена Аяла              | - номинация – Златен глобус за най-добра актриса в поддържаща роля.                                                                                               |
| 2001        | Любимците на Америка                   | America's Sweethearts (САЩ, романтична комедия)           | Гуен Харисън             | |
| 2002        | Чикаго                                 | Chicago (САЩ, музикална черна комедия)                    | Велма Кели               | - Оскар за най-добра поддържаща женска роля. - БАФТА за най-добра поддържаща женска роля. - номинация – Златен глобус за най-добра актриса в мюзикъл или комедия. |
| 2003        | Синбад: Легендата на седемте морета    | Sinbad: Legend of the Seven Seas                          | Марина (глас)            | анимационен филм |
| 2003        | Непоносима жестокост                   | Intolerable Cruelty                                       | Мерилин Рексрот          | |
| 2004        | Терминалът                             | The Terminal                                              | Амелия Уорън             | |
| 2004        | Бандата на Оушън 2                     | Ocean's Twelve                                            | Изабел                   | |
| 2005        | Легендата за Зоро                      | The Legend of Zorro                                       | Елена                    | |
| 2007        | Без резервации                         | No Reservations                                           | Кейт Армстронг           | |
| 2007        | Актове, предизвикващи смъртта          | Death Defying Acts (Великобритания, Австралия, романтика) | Мери Макгарви            | |
| 2009        | Любовен рикошет                        | The Rebound                                               | Сенди                    | |
| 2012        |                                        | Lay the Favorite                                          | Тюлип Хеймовиц           | |
| 2012        | Рок завинаги                           | Rock of Ages                                              | Патриша Уитмор           | |
| 2012        | Игри на сърцето                        | Playing for Keeps (САЩ, романтика)                        | Денис                    | |
| 2013        | Покварен град                          | Broken City (САЩ, криминален)                             | Катлийн Хостетлър        | |
| 2013        | Странични ефекти                       | Side Effects (САЩ, психологически филм на ужасите)        | д-р Виктория Сиберт      | |
| 2013        | Бесни страшни пенсии 2                 | Red 2 (САЩ, комедийно-каскадьорски)                       | Катя                     | |
| 2016        | Старата гвардия                        | Dad's Army                                                | Роуз Уинтърс             | |
| Телевизия   |                                        |                                                           |                          | |
| Година      | Филм                                   | Оригинално заглавие                                       | Роля                     | Бележки |
| 1991        | Пиесата на Едно                        | The Play on One                                           | Кристи                   | телевизионен сериал, 1 епизод |
| 1992        |                                        | Coup de foudre                                            |                          | телевизионен сериал, 1 епизод |
| 1991 – 1993 | Нежни майски рози                      | The Darling Buds of May                                   | Мариет                   | телевизионен сериал, 18 епизода |
| 1993        | Приключенията на младия Индиана Джоунс | The Young Indiana Jones Chronicles                        | Мая                      | телевизионен сериал, 1 епизод |
| 1994        | Пътят на сгурията                      | The Cinder Path                                           | Виктория Чапман          | минисериал |
| 1994        | Завръщане към корените                 | The Return of the Native                                  | Юстасия Виа              | телевизионен филм |
| 1995        | Екатерина Велика                       | Catherine the Great                                       | Екатерина II             | телевизионен филм |
| 1996        | Титаник                                | Titanic                                                   |                          | минисериал |